# Neodik
Neodik – polski herb szlachecki z nobilitacji.

## Opis herbu
W polu srebrnym kozioł (sarna) wspięty, barwy naturalnej, z rogami złotymi, z mieczem w pysku, wsparty na górze błękitnej.
Klejnot – kozioł (sarna), jak w godle, między dwoma skrzydłami – z prawej srebrnym, z lewej błękitnym.
Labry błękitne, podbite srebrem.
Z rekonstrukcją herbu związanych jest kilka rozbieżności. Opisany wizerunek został zrekonstruowany przez Tadeusza Gajla. Szymański podaje opis, w którym figuruje sarna, ale w rysunku podaje kozła. Zwierzę ma na szyi obrożę błękitną. Brak jest góry (choć autor wzmiankuje też i taką wersję). Zwierzę w klejnocie nie trzyma u niego miecza.

## Najwcześniejsze wzmianki
Nobilitacja Jana Neodika a Röber, syndyka miasta Elbląga z 18 września 1577.

## Herbowni
Neodik.